# Стів Лундквіст
Стів Лундквіст (англ. Steve Lundquist, 20 лютого 1961) — американський плавець.
Олімпійський чемпіон 1984 року.
Чемпіон світу з водних видів спорту 1982 року.
Переможець Панамериканських ігор 1979, 1983 років.

## Фільмографія
- Search for Tomorrow (1985, 2 епізоди)
- Повернення помідорів-убивць (1988)
- Земні дівчата легкодоступні (1988)
- The Sleeping Car (1990)
- Помідори-вбивці дають здачі! (1991)
- Помідори-вбивці з'їдають Францію! (1992)